# Velika biserka
Velika biserka (lat. Acryllium vulturinum) je najveća postojeća vrsta biserke i monotipska vrsta roda Acryllium.
Sistematički, ova biserka je samo daleko povezana s drugim članovima svoje porodice. Najbliži živući rođak joj je bjeloprsa biserka, koja živi u prašumama središnje Afrike. Za vrijeme sezone parenja odredište joj je sjeveroistočna Afrika, od južne Etiopije, kroz Keniju, pa sve do sjeverne Tanzanije.

## Izgled
Velika biserka je velika ptica s okruglim tijelom i malenom glavom. Duga je 61-71 centimetar, dok je teška oko 500 grama. Ima dulja krila, vrat, noge i rep nego druge biserke. Raspon krila je 28-31 centimetara. Odrasla jedinka ima blijedo-plavu kožu na licu i crni vrat. Iako i sve druge vrste biserki nemaju perje na glavi, velika biserka jako podsjeća na strvinare zbog dugog vrata i glave bez perja.
Prsa su joj kobaltno-plave boje, a ostatak perja na tijelu je crn, fino posut bijelim mrljama. Krila su tanka i zaobljena, a rep je duži nego kod ostatka porodice biserki.
Mužjaci i ženke su poprilično slični i teško se razlikuju, samo što je ženka nešto manja. Mlade ptice su uglavnom sivkasto-smeđe boje, s blago plavim prsima.

## Ponašanje
Velika biserka dosta je društvena ptica. Izvan sezone parenja formira skupine s obično 25 ptica. Glavni dio ishrane čine joj sjemenke i mali beskralježnjaci (puževi, kukci, pauci i sl.). Kopnena je, i kada je uznemirena, radije će trčati nego letjeti. Unatoč otvorenom staništu, sklona je skrivati se i gnijezditi se u stablima.
Gnijezdi se na suhim i otvorenim staništima s raštrkanim grmljem i drvećem, kao što su savane i travnjaci. Obično postavlja 4-15 jaja kremaste boje u dobro skrivena gnijezda u visokoj travi. Inkubacija traje 24-28 dana.